# Hôtel Transylvanie 2
Pour les articles homonymes, voir Transylvanie.
Série Hôtel Transylvanie
Hôtel Transylvanie
(2012) Hôtel Transylvanie 3 : Des vacances monstrueuses
(2018)
Pour plus de détails, voir Fiche technique et Distribution.
Hôtel Transylvanie 2 (Hotel Transylvania 2) est un film américain d'animation réalisé par Genndy Tartakovsky, sorti en 2015.
C'est la suite du film Hôtel Transylvanie (sorti en 2012), cette fois-ci co-écrite par Adam Sandler et Robert Smigel. Il est suivi de Hôtel Transylvanie 3 : Des vacances monstrueuses, sorti en 2018.
Mavis et Johnny se sont mariés, tout en continuant de vivre à l'hôtel du père de Mavis, le comte Dracula. Ce dernier a fait de Johnny son conseiller pour améliorer son nouveau concept d'hôtel mixte pour humains et monstres. Néanmoins, il s'agit aussi d'un prétexte pour que les deux amoureux restent vivre à l'hôtel. Quelque temps plus tard, Mavis annonce à son père qu'elle est enceinte. Le vampire est ravi à la naissance du petit garçon, Dennys, car la lignée des Dracula se perpétue. Prenant son rôle de « vampère », c'est-à-dire de vampire grand-père très à cœur, il couve un peu trop Mavis et souhaite tout faire pour que le petit garçon roux devienne un parfait vampire, n'envisageant pas une seconde que celui-ci soit humain malgré ses gènes hybrides.

## Synopsis
Quelque temps après les événements du premier film, Mavis et Johnny sont finalement mariés, avec l'approbation de son père, le comte Dracula. Un an après le mariage, Mavis révèle au comte qu'elle est enceinte et donne neuf mois plus tard naissance à un petit garçon que le couple appelle Dennis, surnommé « Dennisovitch » par Dracula.
Vers 2018, alors que le cinquième anniversaire de Dennis approche, il n'a pas encore fait pousser ses crocs et le comte craint que son petit-fils n'hérite pas génétiquement des pouvoirs des vampires. Remarquant les dangers potentiels auxquels son fils pourrait être confronté en vivant en Transylvanie, Mavis commence à envisager de déménager dans la ville natale de Johnny en Californie afin de donner à Dennis une enfance plus normale, à la grande désapprobation de Dracula. Le comte dit à Johnny, qui ne souhaite pas non plus quitter l'hôtel, d'amener Mavis en Californie pour rendre visite à ses parents Mike et Linda, mais de s'assurer de la garder distraite et qu’elle ne se plaise pas afin de la faire changer d’avis. Ainsi, Dracula pourra s'occuper de Dennis.
Convaincu que Dennis est un vampire, le comte fait appel à ses amis Frank, Wayne, Griffin, Murray et Blobby pour aider Dennis à devenir un monstre. Chaque tentative est un échec. Dracula et ses amis se rendent ensuite au camp Winnepacaca, camp d'été pour vampires, où le comte passait ses étés étant enfant. Ils découvrent que la pédagogie et les locaux du camp ont considérablement évolué et sont devenus moins dangereux. Dracula tente de lancer Dennis d'une grande tour désaffectée et instable qui servait autrefois aux enfants vampires afin de développer leurs aptitudes de transformation en chauve-souris. Mais Dennis, jeté du haut de la tour, ne se transforme pas et le comte est forcé de le sauver à la dernière seconde.
Pendant ce temps, en Californie, Mavis aime explorer le monde humain. Lorsque le couple arrive chez les parents de Johnny, Mike et Linda, Linda tente de rendre Mavis plus à l'aise en couvrant sa chambre de décorations effrayantes d'Halloween et en invitant d'autres couples monstres/humains, ce qui ne lui plaît guère. Se sentant comme une étrangère, Mavis se retire sur le toit. Johnny vient la voir et lui dit que s'ils restent ensemble à l'hôtel en Transylvanie, Dennis vivra normalement, et la convainc. 
Cependant, Johnny découvre ensuite une vidéo de Dennis tombant qui a été filmée par les campeurs vampires. Mavis et son époux, furieux, reviennent précipitamment en Transylvanie, avec Dracula et ses amis arrivant à l'hôtel en même temps. Mavis confronte son père pour avoir mis Dennis en grave danger et ne pas l'avoir accepté comme un humain, et annonce quitter définitivement l'hôtel après la fête d'anniversaire de Dennis. Le comte est stupéfait et dévasté.
La veille de la fête, Dracula accueille la famille de Johnny et découvre que Mavis a invité son père avec qui il avait totalement rompu les liens, le comte Vlad. Comme Vlad est encore plus haineux des humains qu'il ne l'était autrefois, le comte dit à Johnny que lui et sa famille doivent se déguiser en monstres pour leur sécurité. Le lendemain, Vlad arrive avec son monstrueux serviteur homme-chauve-souris, Bela. Ils rencontrent Dennis pour la première fois. Le comte Vlad pense que la peur fera germer les crocs de Dennis. Il possède un acteur déguisé en monstre de télévision préféré de Dennis, Kakie, pour l'effrayer. Dracula, ne voulant pas que Dennis subisse ce qu'il a lui-même subi étant enfant, protège son petit-fils et brise l'emprise de Vlad sur l'interprète. La famille se dispute ensuite pour savoir si Dennis peut être heureux ou non en Californie, le comte Vlad et son fils ne souhaitant pas que leurs descendants quittent la Transylvanie. Ennuyé, Dennis quitte l'hôtel et monte dans une cabane en forêt avec Winnie, la fille des loups-garous amis du comte Wayne et Wanda, et qui a le béguin pour le petit-fils de Dracula.
Irrité par Vlad, Johnny et sa famille révèlent la vérité. Le comte Vlad est indigné que Dracula ait accepté des humains dans sa famille. Dracula explique à son père que les humains ne détestent plus les monstres mais qu’ils sont beaucoup plus chaleureux et tolérants envers les monstres.
En apprenant que Dennis est un humain, le majordome Bela l'attaque dans sa cabane dans les arbres. Lorsque Bela blesse grièvement son amie Winnie et menace de détruire l'hôtel de Drac, la colère de Dennis lui fait pousser instantanément ses crocs et développer ses capacités de vampire, et il blesse Bela. Ce dernier, furieux, appelle à l'aide tous les serviteurs du comte Vlad, des centaines des chauves-souris géantes. Mais le comte Dracula, Johnny, Mavis, Dennis et tous les participants à l'anniversaire font équipe pour vaincre Bela et ses sbires et les chasser. Bela s’apprête à tuer Johnny mais Vlad l’immobilise puis il le rétrécit pour être le jouet à mâcher pour les louveteaux de Wayne. Vlad a compris que les humains et les monstres peuvent maintenant coexister pacifiquement.
Avec Dennis qui possède enfin ses capacités de vampire, pour le plus grand plaisir de son grand-père Dracula, de son arrière-grand-père Vlad et de Winnie, Johnny et Mavis décident de continuer à l'élever en Transylvanie. Ils reprennent la fête avec leurs amis et leur famille.

## Fiche technique
- Titre original : Hotel Transylvania 2
- Titre français et québécois : Hôtel Transylvanie 2
- Réalisation : Genndy Tartakovsky
- Scénario : Adam Sandler et Robert Smigel d'après les personnages créés par Todd Durham
- Musique : Mark Mothersbaugh
- Direction artistique : Steve Lumley
- Décors : Michael Kurinsky
- Montage : Catherine Apple
- Production : Michelle Murdocca
  - Production exécutive : Adam Sandler, Allen Covert, Robert Smigel et Ben Waisbren
- Société de production : LStar Capital, MRC et Sony Pictures Animation
- Budget : 80 millions de $
- Pays de production :  États-Unis
- Langue originale : anglais
- Format : couleur (partiellement noir et blanc) - 1,85:1 - 35 mm
- Genre : animation, comédie
- Durée : 89 minutes
- Dates de sortie :
  - États-Unis : 25 septembre 2015
  - France : 7 octobre 2015
- Classification :
  - États-Unis : PG (« some rude humor, action and scary images »)
  - France : tous publics

## Distribution
Sauf indication contraire, les informations mentionnées dans cette section peuvent être confirmées par la base de données cinématographiques IMDb,  présente dans la section « Liens externes ».

### Voix originales
- Adam Sandler : Dracula (dit « Drac »)
- Andy Samberg : Jonathan « Johnny » Loughran, le garçon ordinaire
- Selena Gomez : Mavis, la fille de Dracula
- Kevin James : le monstre de Frankenstein (dit « Frank »)
- Steve Buscemi : Wayne, le loup-garou
- David Spade : Griffin, l'homme invisible
- Keegan-Michael Key : Murray, la momie
- Asher Blinkoff : Dennis
- Fran Drescher : Eunice, la femme du monstre de Frankenstein
- Molly Shannon : Wanda, la femme de Wayne
- Megan Mullally : grand-mère Linda
- Nick Offerman : grand-père Mike
- Dana Carvey : Dana
- Rob Riggle : Bela
- Mel Brooks : Vlad
- Jonny Solomon : Blobby
- Chris Kattan : Kakie
- Jon Lovitz : le Fantôme de l'Opéra

### Voix françaises
- Kad Merad : Dracula
- Alex Goude : Jonathan
- Virginie Efira : Mavis
- Xavier Fagnon : le monstre de Frankenstein (dit « Frank »)
- Guillaume Lebon : Wayne, le loup-garou
- William Coryn : Griffin, l'homme invisible
- Daniel Lobé : Murray, la momie
- Patricia Legrand : grand-mère Linda
- Bruno Magne : grand-père Mike
- Gilles Morvan : Bela
- Michel Galabru : Vlad
- Catherine Davenier : Wanda
- Jonny Solomon : Blobby
- Maïk Darah : la tête réduite dans la chambre de Mavis
- Simon Faliu : Dennis
- Laura Zichy : Eunice, la femme du monstre de Frankenstein
- Sébastien Finck : le professeur Mouche
- Marc Arnaud, Olivier Constantin, Issia Lorrain, Jérôme Wiggins, Jacqueline Berces, Olivier Bouana, Olivier Cordina, Bertrand Dingé, Martin Fagnon, Caroline Klaus, Erwan Lavigne, Fabrice Lelyon, Isabelle Leprince, Jean Rieffel, Jules Timmerman et Caroline Victoria : voix additionnelles

Source : AlloDoublage

### Voix québécoises
- Alain Zouvi : Dracula
- Gabriel Lessard : Jonathan
- Geneviève Déry : Mavis
- Patrick Chouinard : le monstre de Frankenstein (dit « Frank »)
- Sébastien Dhavernas : Wayne, le loup-garou
- François Sasseville : Griffin, l'homme invisible
- François L'Écuyer : Murray, la momie
- Loïc Moenner : Dennis
- Élise Bertrand : Eunice
- Nadia Paradis : Wanda, la femme de Wayne
- Aline Pinsonneault : grand-mère Linda
- Tristan Harvey : grand-père Mike
- Martin Watier : Dana
- Stéphane Rivard : Bela
- Marc Bellier : Vlad
- Jonny Solomon : Blobby

Source : Doublage.qc.ca

## Commentaires
- Kad Merad remplace Serge Faliu concernant la voix de Dracula.
- Ce film est un des derniers de la carrière de Michel Galabru ainsi que le dernier sorti de son vivant, l'acteur décède le 4 janvier 2016.

## Suite
- Un troisième volet intitulé Hôtel Transylvanie 3 : Des vacances monstrueuses sort en juillet 2018[3].